# Labidus curvipes
Labidus curvipes är en myrart som först beskrevs av Carlo Emery 1900.  Labidus curvipes ingår i släktet Labidus och familjen myror. Inga underarter finns listade i Catalogue of Life.